# Église Saint-Pierre de Château-Chalon
Pour les articles homonymes, voir Église Saint-Pierre.
L'église Saint-Pierre est une église catholique située à Château-Chalon, en France.

## Localisation
L'église est située dans le département français du Jura, sur la commune de Château-Chalon.

## Historique
L'édifice est classé au titre des monuments historiques en 1972.